# Sønæs
Sønæs, også skrevet sØnæs, er et afvandet grønt område placeret ved den sydvestlige bred af Søndersø i Viborg. Området har en størrelse på cirka 10 hektar, ejes af Viborg Kommune. Indtil 2012 benyttede idrætsforeningen Viborg B67 Sønæs til fodbold.

## Bypark
Sønæs er nu en rekreativ bypark med en rensedam for separat regnvand, anlagt i et fællesskab mellem Viborg Kommune og Energi Viborg Vand. Rensedammen har et fast volumen 12.500 m³ og et variabelt volumen 36.000 m³. Området der åbnede i 2015 ejes og drives i fællesskab og havde en anlægssum på 29 millioner kr. og er designet af Landskabsarkitektfirmaet Møller & Grønborg.
Foranderligt vand-landskab regnvandsbassin og rekreativt område på Sønæs.

## Historie
Tidligere var området mose. I slutningen af 1800-tallet begyndte man at grave grøfter syd for området for at dræne Sønæs, ligesom en vindmølle formodentligt også har hjulpet til med at pumpe vand ud i Søndersø. 
Området blev drænet i 1938, da der skulle være verdensudstilling i 1940 i Viborg. I 1939 blev resten af søen på Sønæs fjernet via dræning med drænrør og en elektrisk pumpe, placeret i et lille pumpehus i den sydlige del af arealet. Den fjernede sø havde et vandspejl der lå under Søndersøs, og hvis pumpen stoppes vil vandet stige så hurtigt, at der inden for få uger igen vil være en sø på Sønæs. Krigen i 1940 medførte en aflysning af verdensudstillingen.
Efter den totale afvanding i 1939 blev der indrettet en dyrskueplads på området, og ved læbæltet i syd blev der opført en toilet- og kontorbygning til brug for dyrskuets administration. Da dyrskuet blev flyttet til området på Fabriksvej midt i 1960’erne, overtog Søndermarkens Idræts Klub (SIK) bygningen. SIK flyttede i 1972 til Liseborg Centret i Søndermarken, og Viborg B67 overtog bygningen og fik dermed klubbens første faste base. Viborg Kommune etablerede i 1997 et nyt klubhus og badefaciliteter til B67. Den gamle dyrskuebygning blev overtaget af triathlonklubben, der benyttede den indtil slutningen af 2000'erne hvor bygningen nedbrændte og ikke blev genopført.
Siden 1980 har Spildevandsforsyningen ønsket en rensedam for separat regnvand. 
Siden slutningen af 1990'erne var der store problemer med at holde arealet fri for vand. Flere af boldklubbens boldbaner stod konstant under vand, og efter noget kloakarbejde i august 2006 forsvandt klubbens beachvolleybane under en mindre sø. Siden har B67 kun haft rådighed over 2 funktionsdygtige fodboldbaner, en opvisnings- og træningsbane der begge er hævet en smule over terrænet. Viborg Kommune har længe ikke villet afhjælpe problemerne, da der længe var diskussion om at omdanne Sønæs til regnvandsbassin og rekreativt område. I februar 2011 blev det endeligt besluttet af Viborg B67 skal flytte væk fra området indenfor få år, da kommunen havde besluttet sig for planerne med det store bassin. Regnvandsbassinet skal afhjælpe Viborgsøerne for tilførslen af skadelig fosfor.
I 2014 blev B67 “købt ud” af Energi Viborg Vand, som kompensation fik B67 et nyt moderne klubhus nær nogle fodboldbaner, hvor man kunne anvende fodboldstøvler, i stedet for gummistøvler.